# Polymetme surugaensis
Polymetme surugaensis és una espècie de peix pertanyent a la família Phosichthyidae.

## Descripció
- Pot arribar a fer 12 cm de llargària màxima.
- 11 radis tous a l'aleta dorsal i 29-33 a l'anal.
- 44-45 vèrtebres.
- 17-19 fotòfors per damunt de l'aleta anal.[6][7]

## Hàbitat
És un peix marí, bentopelàgic i d'aigües fondes.

## Distribució geogràfica
Es troba al Pacífic occidental: el Japó, Indonèsia i el nord-oest d'Austràlia.

## Observacions
És inofensiu per als humans.